# Nhơn Lý
Nhơn Lý là một xã cũ thuộc thành phố Quy Nhơn, tỉnh Bình Định, Việt Nam.
Xã có diện tích 12,13 km², dân số năm 2019 là 7.709 người, mật độ dân số đạt 636 người/km².

## Điều kiện tự nhiên
- Núi đơn (còn gọi là Đơn Cương)
- Núi đá đen
- Hòn Son
- Biển
- Yến Sào
- Titan
- Nguồn nước ngọt
- Đá cuội

## Dân số
- Tháng 8 năm 1945: 460 hộ với 2.180 nhân khẩu.[4]
- Năm 1954: 740 hộ với 2.942 nhân khẩu.[5]
- Tháng 8 năm 1976: 1.061 hộ với 6.095 nhân khẩu.
- Tháng 5 năm 2004: 1.408 hộ với 9.276 nhân khẩu.

## Hành chính
Xã Nhơn Lý được chia thành 4 thôn: Lý Chánh, Lý Hòa, Lý Lương, Lý Hưng.
Theo Nghị quyết số 1664/NQ-UBTVQH15 năm 2025, trên cơ sở giải thể thành phố Quy Nhơn, sáp nhập tỉnh Bình Định vào tỉnh Gia Lai và thực hiện hợp nhất toàn bộ diện tích tự nhiên và dân số của các xã Nhơn Hội, Nhơn Lý, xã Nhơn Hải và phường Nhơn Bình thuộc thành phố Quy Nhơn thành phường Quy Nhơn Đông.

## Xã hội
- Giáo dục: Xã Nhơn Lý có 3 trường học:
  - Trường Mẫu giáo Nhơn Lý: trường này ngoài dạy lớp mẫu giáo ra còn có thêm lớp mầm non.
  - Trường Tiểu học Nhơn Lý (có 2 điểm trường).
  - Trường Trung học Cơ sở Nhơn Lý.
- Y tế: Xã Nhơn Lý có 1 trạm y tế.

## Kinh tế
- Đánh bắt cá
- Chế biến hải sản
- Chăn nuôi

## Văn hóa xã hội
- Hát bội
- Hô bài chòi
- Chèo bá trạo

## Tôn giáo
- Phật giáo: Phái Bắc tông du nhập vào thôn Xương Lý năm 1919 và nơi hành đạo đầu tiên là chùa Phước Sa. Phái Khất Sĩ du nhập vào thôn Hưng Lương năm 1959 và nơi hành đạo hiện nay là Tịnh xá Ngọc Hòa.

Xã Nhơn Lý hiện có 4 Chùa và 1 Tịnh xá, số tín đồ theo đạo Phật là 1528 người.
- Đạo Cao Đài: Chi phái Cầu Kho được truyền về thôn Xương Lý năm 1934. Chi phái Tây Ninh được truyền về thôn Xương Lý năm 1955.

Xã Nhơn Lý hiện có 2 Thất, số tín đồ là 362 người.
- Thiên Chúa giáo: được truyền về Nhơn Lý năm 1956, số tín đồ hiện có 103 người.

## Giao thông
- Đường bộ
- Đường biển

## Di tích - Thắng cảnh
- Sáu đạo sắc phong
- Đình làng Hưng Lương
- Đình làng Xương Lý
- Chùa Phước Sa
- Tịnh xá Ngọc Hòa
- Lăng Nam Hải vạn đầm Hưng Lương
- Lăng Nam Hải vạn đầm Xương Lý
- Bãi biển Hưng Lương
- Eo Gió
- Suối Cả
- Kỳ Co

## Lịch sử
- Trước năm 1935, thôn Hưng Lương (còn gọi là Vũng Bấc) và thôn Xương Lý (còn gọi là Vũng Nồm) thuộc Tổng Trung An, huyện Phù Cát.
- Sau năm 1935, hai thôn này thuộc Tổng Chánh Lộc, huyện Phù Cát.
- Tháng 3 năm 1946 hai thôn Hưng Lương và Xương Lý sáp nhập thành xã Hưng Xương.
- Tháng 3 năm 1948 xã Hưng Xương đổi tên thành xã Cát Xương, dưới cấp xã có 6 xóm: Trị An, Long Bình, Sơn Hải, Lý Minh, Lý Chánh và Lý Hòa.
- Tháng 8 năm 1949, xã Cát Xương, huyện Phù Cát nhập về huyện Tuy Phước và đổi thành thôn Hưng Xương, xã Phước Hòa.
- Tháng 12 năm 1960, ba thôn Hưng Xương, Xương Lý, Hội Lộc của xã Phước Hòa được tách ra thành lập xã mới: xã Phước Lý, huyện Tuy Phước.
- Năm 1966, xã Phước Lý tách khỏi huyện Tuy Phước và thuộc thành phố Quy Nhơn.
- Sau khi Quy Nhơn được giải phóng, xã Phước Lý đổi tên thành xã Nhơn Lý.
- Ngày 24 tháng 3 năm 1979, thôn Hội Lộc, xã Nhơn Lý được tách ra thành lập xã mới: xã Nhơn Hội, Quy Nhơn.